# Podocarpaceae
Le Podocarpacee (Podocarpaceae Endl., 1847) sono una famiglia di conifere dell'ordine Pinales, diffuse prevalentemente nell'emisfero meridionale e per questo talvolta anche indicate come conifere meridionali.

## Tassonomia
La famiglia comprende 189 specie in 19 generi:
- Acmopyle Pilg. in H.G.A.Engler, 1903 (2 spp.)
- Afrocarpus (Buchholz & N.E.Gray) C.N.Page, 1988 [1989] (5 spp.)
- Dacrycarpus (Endl.) de Laub., 1969 (9 spp.)
- Dacrydium Sol. ex G.Forst., 1786 (22 spp.)
- Falcatifolium de Laub., 1969 (6 spp.)
- Halocarpus C.J.Quinn, 1982 (3 spp.)
- Lagarostrobos Quinn, 1982 (1 sp.)
- Lepidothamnus Phil., 1861 (3 spp.)
- Manoao Molloy, 1995 (1 sp.)
- Microcachrys Hook.f., 1845 (1 sp.)
- Nageia Gaertn., 1788 (6 spp.)
- Parasitaxus de Laub., 1972 (1 sp.)
- Pherosphaera W.Archer, 1850 (2 spp.)
- Phyllocladus Rich. ex Mirb., 1825 (4 spp.)
- Podocarpus L'Hér. ex Pers., 1807 (107 spp.)
- Prumnopitys Phil., 1861 (9 spp.)
- Retrophyllum C.N.Page, 1988 [1989] (5 spp.)
- Saxegothaea Lindl., 1851 (1 sp.)
- Sundacarpus (J.Buchholz & N.E.Gray) C.N.Page, 1988 [1989] (1 sp.)